# タブラチュア (CYNHNのアルバム)
『タブラチュア』は、CYNHNの1枚目のオリジナルアルバム。2019年6月26日に I BLUEから発売された。

## 概要
デビュー以来、初のオリジナルアルバム。初回限定盤と通常盤の2種類で発売。
初回限定盤にはアルバムのリード曲である「ラルゴ」のMVとメイキング映像に加え、2019年2月24日に行われた1st one man LIVE「Link to Blue」の映像を一部収録したBlu-ray Discを付属。
収録されている「ラルゴ」のMVは、メンバーがデビュー時からのアーティスト写真をバックにパフォーマンスした、CYNHNにとっての第1章の締めくくりを思わせるような内容となっている。
収録曲順は初回限定盤と通常盤で異なる。
アートディレクターに阿部優子（ASOBISYSTEM）を迎え、通常盤のCDジャケットはタイトルにもなった“タブラチュア＝TAB譜”ということで、6人の影を6線譜のように表現している。

## 収録曲

### 初回限定盤CD
1. ラルゴ
作詞・作曲：渡辺翔、編曲：清水哲平
振付：松本稽古
ベースにUNISON SQUARE GARDENの田淵智也、ドラムにWiennersのKOZOが参加[5]。
2. FINALegend
作詞・作曲：渡辺翔、編曲：中西亮輔
振付:Yumiko
  - 1stシングル
  - 読売テレビ（日本テレビ系）『ワケあり!レッドゾーン』エンディングテーマ
3. トゥインクルスター
作詞・作曲：土川大輔、編曲：伊藤賢
振付:Yumiko
  - 1stシングルカップリング
4. 絶交郷愁
作詞・作曲：渡辺翔、編曲：伊藤賢
振付：月雲ねる、崎乃奏音
  - 4thシングル
  - 崎乃奏音メインボーカル曲
5. 甘党センセーション
作詞・作曲：土川大輔、編曲：伊藤賢
振付:Yumiko
  - 1stシングルカップリング
6. リンクtoアクセス
作詞・作曲：渡辺翔、編曲：宮野弦士
  - 2ndシングルカップリング
7. 雨色ホログラム
作詞・作曲・編曲：土川大輔
振付：月雲ねる
  - 4thシングル
  - 月雲ねるメインボーカル曲
8. アンフィグラフィティ
作詞：渡辺翔、MCpero、作曲：渡辺翔、編曲：宮野弦士
振付：Μёgpis
9. 空気とインク
作詞・作曲：渡辺翔、編曲：清水哲平
振付:百瀬怜、桜坂真愛
  - 5thシングル
  - 桜坂真愛メインボーカル曲
10. wire
作詞・作曲：渡辺翔、編曲：清水哲平
振付：百瀬怜
  - 5thシングル
  - 百瀬怜メインボーカル曲
11. タキサイキア
作詞・作曲：渡辺翔、編曲：中西亮輔
振付：綾瀬志希
  - 3rdシングル
  - 綾瀬志希メインボーカル曲
12. So Young
作詞・作曲：ヤブユウタ、編曲：高橋諒
振付：綾瀬志希、崎乃奏音
  - 青柳透メインボーカル曲
13. はりぼて
作詞・作曲：渡辺翔、編曲：清水哲平
  - 2ndシングル
  - テレビ朝日系全国放送「musicるTV」4月度エンディングテーマ（2018年）
14. Pray for Blue
作詞・作曲・編曲：fu_mou

### 初回限定盤Blu-ray
- ラルゴ Music Video
- MVメイキング
- 2/24（日）下北沢Garden「Link to Blue」One Man LIVE Movie

1. FINALegend
2. 絶交郷愁
3. 雨色ホログラム
4. 空気とインク
5. wire
6. タキサイキア
7. So Young
8. MC
9. はりぼて
10. アカペラ
11. FINALegend（アンコールVer）

### 通常盤CD
1. ラルゴ
2. はりぼて
3. So Young
4. タキサイキア
5. wire
6. 空気とインク
7. アンフィグラフィティ
8. 雨色ホログラム
9. リンクtoアクセス
10. 甘党センセ－ション
11. 絶交郷愁
12. トゥインクルスター
13. FINALegend
14. Pray for Blue